# Verfassungsgerichtshof des Freistaates Sachsen

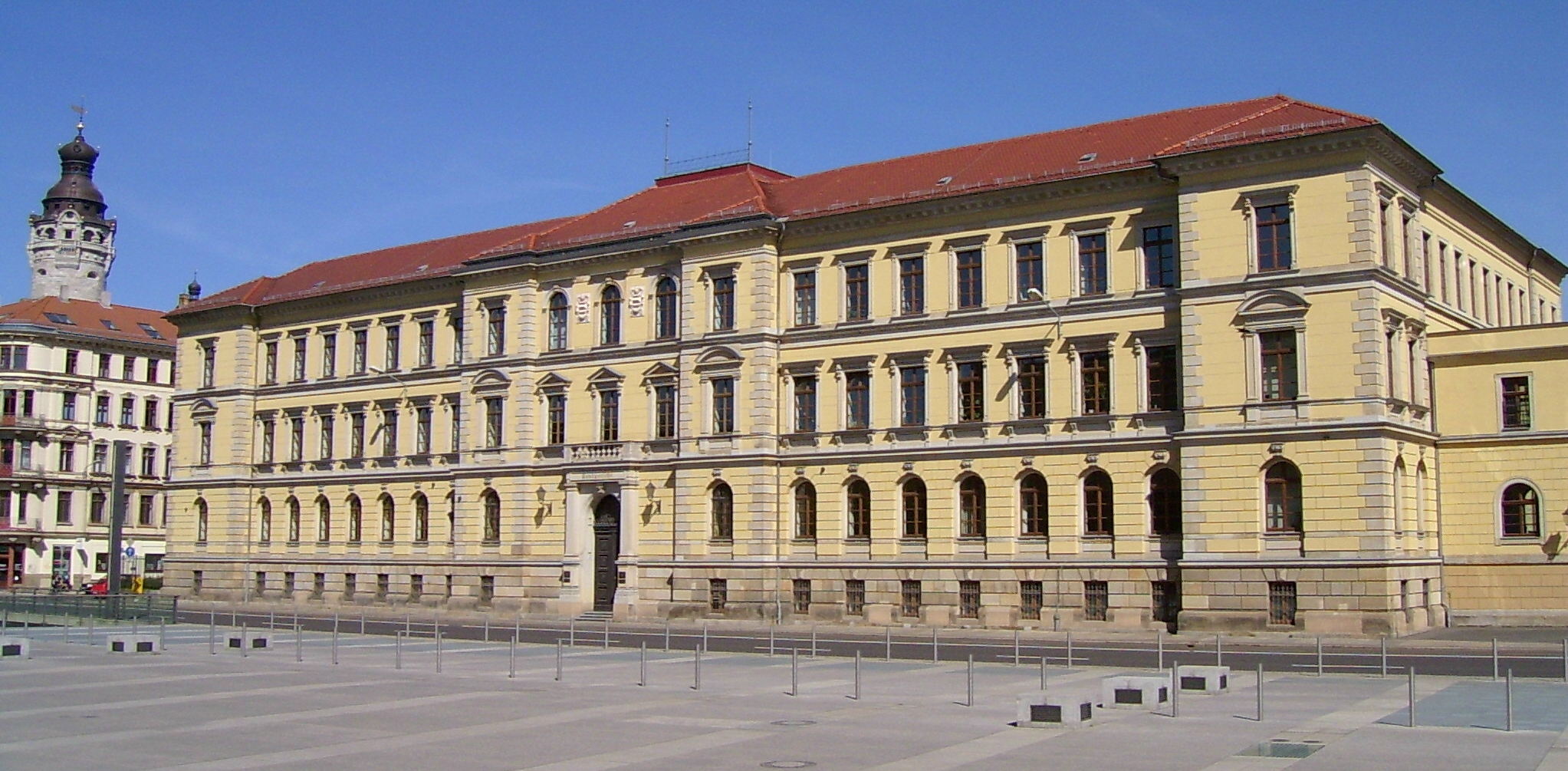
Der sächsische Verfassungsgerichtshof befindet sich im Gebäude des Landgerichts Leipzig

Der Verfassungsgerichtshof des Freistaates Sachsen ist das Verfassungsgericht des Freistaates Sachsen. Das Gericht ist neben Landtag und Staatsregierung gemäß Verfassung des Freistaates Sachsen ein oberstes Staatsorgan. Der Verfassungsgerichtshof hat seinen Sitz in Leipzig, im Landgerichtsgebäude in der Harkortstraße.

## Zusammensetzung und Wahl
Der Verfassungsgerichtshof setzt sich aus neun Richtern zusammen. Jedem dieser Richter wird zugleich ein Stellvertreter zugeordnet. Fünf der Verfassungsrichter, darunter der Präsident und der Vizepräsident, müssen Berufsrichter sein. Die Richter werden vom Sächsischen Landtag, auf Vorschlag der Staatsregierung bzw. des Landtagspräsidiums, mit einer Mehrheit von zwei Dritteln seiner Mitglieder auf die Dauer von neun Jahren gewählt.
Weiterhin gilt die Unvereinbarkeit des Amtes des Verfassungsrichters mit der Zugehörigkeit zu einem Organ der Legislative, der Exekutive auf Landes-, Bundes- bzw. EU-Ebene sowie zum Bundesverfassungsgericht oder dem Europäischen Gerichtshof.
Die Mitglieder kommen bei Bedarf – in der Regel einmal im Monat – zu Sitzungen und Beratungen zusammen. Für jedes Mitglied wird ein Stellvertreter gewählt. Eine Wiederwahl ist möglich. Die fünf berufsrichterlichen Mitglieder üben die Tätigkeit im Verfassungsgerichtshof als Nebenamt aus, die anderen Mitglieder sind ehrenamtlich im Einsatz.

## Verwaltung
Die Verwaltung wird durch den Präsidenten ausgeübt.

## Aufgaben
Der Verfassungsgerichtshof entscheidet über folgende Gesichtspunkte, die in Art. 81 Abs. 1 SächsVerf geregelt sind und die im Wesentlichen den bundesverfassungsgerichtlichen Verfahren entsprechen:
- die Auslegung der Sächsischen Verfassung im Organstreitverfahren,
- die Vereinbarkeit von Landesrecht mit der Verfassung des Freistaates Sachsen im Verfahren der abstrakten Normenkontrolle (Antrag möglich durch ein Viertel der gesetzlichen Mitglieder des Landtages oder die Staatsregierung),
- die Vereinbarkeit eines Landesgesetzes mit der Sächsischen Verfassung im Rahmen der konkreten Normenkontrolle,
- die Verletzung von Grundrechten der Sächsischen Verfassung bei Verfassungsbeschwerden

sowie über weitere Angelegenheiten, die ihm in der Verfassung (z. B. präventive abstrakte Normenkontrolle bei Volksanträgen gem. Art. 72 Abs. 2 SächsVerf) oder durch Gesetz zugewiesen sind.

## Geschichte
Der Verfassungsgerichtshof des Freistaates Sachsen kann, trotz seiner kurzen Existenz seit 1993, auf eine lange Tradition zurückblicken. Bereits 1831 wurde ein „Staatsgerichtshof“ des Königreiches Sachsen errichtet, ein Vorläufer des heutigen Verfassungsgerichtshofes, der mit der Ausrufung des Freistaates Sachsen im Jahr 1918 abgeschafft wurde. Bis zur Gleichschaltung der Länder im Jahr 1933 war für landesverfassungsrechtliche Streitigkeiten innerhalb des Freistaates Sachsen der Staatsgerichtshof für das Deutsche Reich mit Sitz in Leipzig zuständig (Art. 19 Verfassung des Deutschen Reiches vom 11. August 1919). In diesen Fällen war unter anderem der Präsident des Sächsischen Oberverwaltungsgerichts Mitglied des Staatsgerichtshofes (§ 18 Nr. 1, § 31 des Gesetzes über den Staatsgerichtshof vom 9. Juli 1921).
In den Jahren nach 1945 wurde ein Verfassungsgericht nicht wieder errichtet, Richter hatten die Verfassungsmäßigkeit der Gesetze nicht zu prüfen, im Zweifel entschied der Landtag.
Erst die Verfassung des Freistaates Sachsen vom 26. Mai 1992 ermöglichte die Errichtung eines Verfassungsgerichtshofes (Art. 77 Abs. 1). Mit dem Gesetz über den Verfassungsgerichtshof des Freistaates Sachsen (SächsVerfGHG) vom 18. Februar 1993 bestimmte der Sächsische Landtag den Sitz des Verfassungsgerichtshofes in Leipzig. Im Leipziger Landgericht verfügt der Verfassungsgerichtshof über eigene Räume und verhandelt im Schwurgerichtssaal.
Am 15. Juli 1993 wurden die ersten Mitglieder des Gerichts und ihre Stellvertreter im Sächsischen Landtag vereidigt und traten am selben Tag zu ihrer ersten Beratung zusammen. Präsident wurde Günter Hirsch, Vizepräsident Claus Meissner. Mitglieder waren Hans Georgii, Alfred Graf von Keyserlingk, Susanne Schlichting, Hans Dietrich Knoth, Hans-Heinrich Trute, Hans von Mangoldt und Hans-Peter Schneider. Zum Stellvertreter des Präsidenten wurde Ulrich Hagenloch gewählt, zum Vertreter des Vizepräsidenten Hans-Günther Koehn, zu Stellvertretern der übrigen Mitglieder Jürgen Niemeyer, Eberhard Stilz, Frauke Holz, Hannelore Leuthold, Christoph Degenhart, Edzard Schmidt-Jortzig und Heide Boysen-Tilly.
Von 2007 bis 2020 stand erstmals eine Frau an der Spitze des Gerichts, Birgit Munz.
|   | Name              | Amtszeit                    |
| - | ----------------- | --------------------------- |
| 1 | Günter Hirsch     | 1993–1995                   |
| 2 | Thomas Pfeiffer   | 1995–2005                   |
| 3 | Klaus Budewig     | 2005–2007                   |
| 4 | Birgit Munz       | 14. März 2007–31. Juli 2020 |
| 5 | Matthias Grünberg | seit 1. August 2020         |

Derzeitiger Vizepräsident des Verfassungsgerichtshofes ist Andreas Wahl (Richter am Bundessozialgericht).
Als Berufsrichter sind außerdem Mitglieder des Gerichts:
- Simone Herberger (Vorsitzende Richterin am Oberlandesgericht Dresden)
- Markus Jäger (Richter am Bundesgerichtshof)
- Dirk Kirst (Präsident des Sächsischen Landesarbeitsgerichts)

Andere Mitglieder sind:
- Elisa Hoven (Universitätsprofessorin)
- Klaus Schurig (Oberlandeskirchenrat)
- Stefan Ansgar Strewe (Rechtsanwalt)
- Arnd Uhle (Universitätsprofessor)

Stellvertreter für die Berufsrichter sind:
- Cornelia Schönfelder (Vizepräsidentin des Oberlandesgerichts Dresden), Stand Juli 2022 ruht die Mitgliedschaft[4]
- Franz Taraschka (Richter am Finanzgericht)
- Tom Herberger (Vorsitzender Richter am Oberlandesgericht Dresden)
- Till Oliver Rothfuß (Richter am Bundesverwaltungsgericht)
- Antje Dietsch (Richterin am Bundesgerichtshof)

Stellvertreter für die anderen Mitglieder sind:
- Anne Lauber-Rönsberg (Universitätsprofessorin)
- Stephan Thuge (Ordinariatsrat)
- Beatrice Betka (Rechtsanwältin)

## Amtstracht
Die Richter am Verfassungsgerichtshof des Freistaates Sachsen tragen grüne Roben mit dunkelgrünem Samtbesatz. Das Tragen der Roben ist nach § 3 der Geschäftsordnung des Verfassungsgerichtshofs zu mündlichen Verhandlungen und bestimmten Sitzungen vorgesehen und für Richter und Urkundsbeamte verbindlich.
Zusammen mit dem üblichen weißen Hemd und bei Männern der weißen Krawatte sind die Farben der sächsischen Bikolore weiß-grün nachempfunden. Die Farbgebung einer grünen Robe mit grünem Besatz ist deutschlandweit einzigartig.